# Jerudong
Jerudong – miasto w Brunei; w dystrykcie Brunei i Muara; 94 899 mieszkańców (aglomeracja 483 000 osób w 2008). Rozwinięty przemysł spożywczy.